# أوالا-ياليمابو
أوالا-ياليمابو (بالإنجليزية: Awala-Yalimapo)‏ هي إحدى بلديات دائرة سان لوران دو ماروني بغويانا الفرنسية، تقع بالقرب من الحدود مع سورينام. مقر البلدية هو مستوطنة أوالا حيث يقع مبنى البلدية. المستوطنات الأخرى في البلدية هي: ياليمابو، أيواندي، وبيليوا. غالبية السكان هم من شعب كالينا الأمريكي الأصلي.

## التاريخ
يعيش شعب كالينا على طول نهر ماروني منذ ما قبل الاستعمار الأوروبي. في عام 1596، لاحظ لورانس كيميس أن قرية ياريمبو الكبيرة تقع بالقرب من مصب النهر. وأدت الأمراض الأوروبية إلى تقليص عدد شعب كالينا في المنطقة إلى عدة مئات في منتصف القرن التاسع عشر. في عام 1858، تم إنشاء مستعمرة هاتيس الجزائية في المنطقة واستمرت في الوجود حتى عام 1950.